# Harminius
Harminius là một chi bọ cánh cứng trong họ 
Elateridae.
Chi này được miêu tả khoa học năm 1851 bởi Fairmaire.

## Các loài
Các loài trong chi này gồm:
- Harminius florentinus (Desbrochers des Loges, 1870)
- Harminius galloisi Miwa, 1928
- Harminius gigas (Reitter, 1890)
- Harminius kurotai Ôhira, 1997
- Harminius nihonicus Kishii, 1979
- Harminius nikkoensis Miwa, 1928
- Harminius singularis (Lewis, 1894)
- Harminius spiniger (Candèze, 1860)
- Harminius triundulatus (Mannerheim, 1853)